# Pentaeritritolo
Il pentaeritritolo è un composto organico. Si presenta a temperatura ambiente come un solido cristallino bianco.
Chimicamente è un poliolo, la sua struttura è quella di un neopentano avente un gruppo ossidrile su ciascuno dei quattro atomi di carbonio terminali. 
In chimica industriale è una materia prima usata nella produzione di esplosivi, materie plastiche, antiossidanti, vernici, cosmetici e numerosi altri composti.
Il nome "pentaeritritolo" è un portmanteau composto da penta-, in riferimento al numero di atomi di carbonio, e eritritolo, un poliolo con quattro gruppi ossidrile.

## Sintesi
Il pentaeritritolo è stato sintetizzato per la prima volta nel 1891 dal chimico tedesco Bernhard Tollens e dal suo studente P. Wigand. Può essere preparato per reazione di poliaddizione a catalisi basica tra l'acetaldeide e tre equivalenti di formaldeide, seguita da una reazione di Cannizzaro con quarto equivalente di formaldeide.

## Utilizzi
Il pentaeritritolo è una materia prima nella preparazione di molti composti. Tra essi si annoverano il tetranitrato di pentaeritrite (PETN), farmaco vasodilatatore ed esplosivo, ed il tetraacrilato di pentaeritrite, agente reticolante per polimeri. Tra gli additivi e gli stabilizzanti per il PVC ed altre materie plastiche, vernici e resine si trovano prodotti derivati dalla pentaeritrite.
Oltre al già citato tetranitrato, in medicina è noto anche il tetraacetato di pentaeritrite (PAG, o Normosterolo).
Esteri non alogenati del pentaeritritolo sono anche usati come fluidi eco-compatibili per trasformatori. 
Nelle materie plastiche il pentaeritritolo può fungere da ritardante di fiamma.
Nell'industria cosmetica il pentaeritritolo è usato come agente umettante per via della sua igroscopicità.